# Новоукраїнка (Богодухівський район)
Новоукраї́нка — село у Богодухівській міській громаді Богодухівського району Харківської області України.
- Поштове відділення: Матвіївське

## Географія
Село Новоукраїнка знаходиться на відстані 2 км від сіл Коротке і Затишне. За 4 км протікає річка Рябина. За 4 км від села проходить автомобільна дорога Р22.

## Історія
- 1781 рік — дата заснування.
- 12 червня 2020 року, відповідно до розпорядження Кабінету Міністрів України № 725-р «Про визначення адміністративних центрів та затвердження територій територіальних громад Харківської області», село увійшло до Богодухівської міської громади[1].
- 19 липня 2020 року, в результаті адміністративно-територіальної реформи та ліквідації Богодухівського району (1923—2020), село увійшло до складу новоутвореного Богодухівського району Харківської області[2].

## Економіка
- У селі є свино-товарна ферма.